# 瑙焦尔
瑙焦尔，是匈牙利索博尔奇-索特马尔-贝拉格州所辖的一个村。总面积15.99平方公里，总人口695，人口密度43.5人/平方公里（2011年1月1日）。